# Kaperung eines australischen Flugzeugs am 4. September 1975

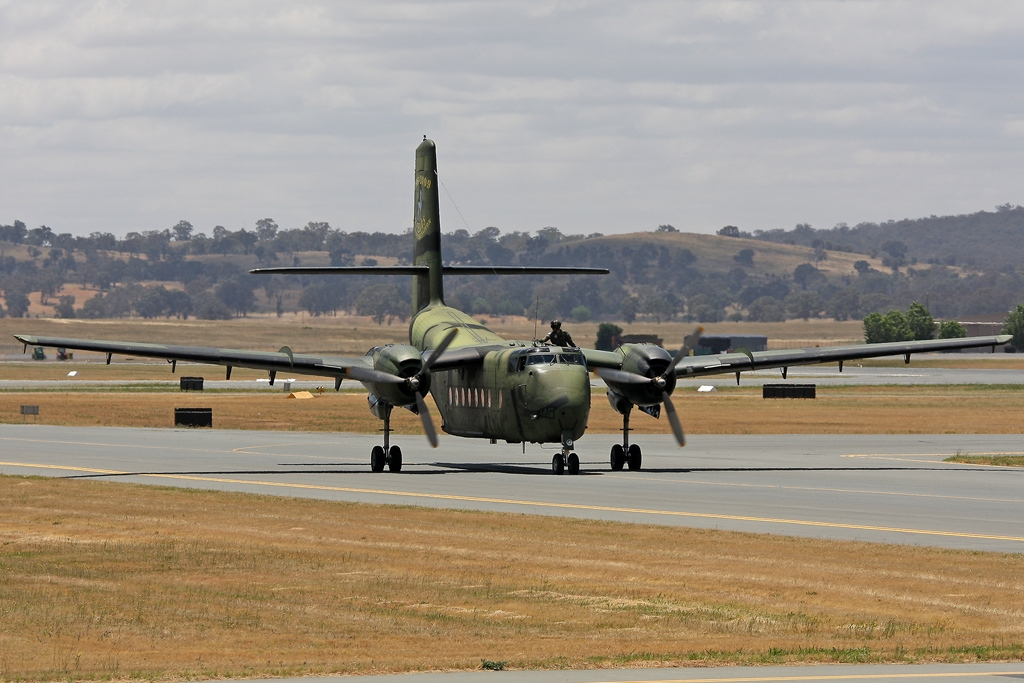
Die A4-140 der RAAF (2009)

Bei der Kaperung eines australischen Flugzeugs am 4. September 1975 zwangen Osttimoresen die Besatzung einer Maschine der Royal Australian Air Force (RAAF), sie von Timor nach Australien zu fliegen.

## Vorgeschichte
Am 11. August 1975 hatte die União Democrática Timorense (UDT) mit einem Putsch in der Kolonialhauptstadt Dili versucht, die Macht in der Kolonie Portugiesisch-Timor zu übernehmen. Sie wollte so verhindern, dass die Herrschaft in der bevorstehenden Unabhängigkeit an die linksorientierte FRETILIN fällt. Es kam zu einem dreiwöchigen Bürgerkrieg zwischen den beiden Parteien, während sich die portugiesische Kolonialregierung auf die vorgelagerte Insel Atauro zurückzog. Anfang September zeichnete sich der Sieg der FRETILIN ab, während sich UDT-Kämpfer in das indonesische Westtimor absetzten. Andere flohen über das Meer nach Australien. Baucau, die zweitgrößte Stadt der Kolonie, war eine UDT-Hochburg. Entsprechend herrschte hier große Angst vor den anrückenden FRETILIN-Kämpfern. In anderen Teilen des Landes war es schon zu Morden gekommen.

## Geschehnisse

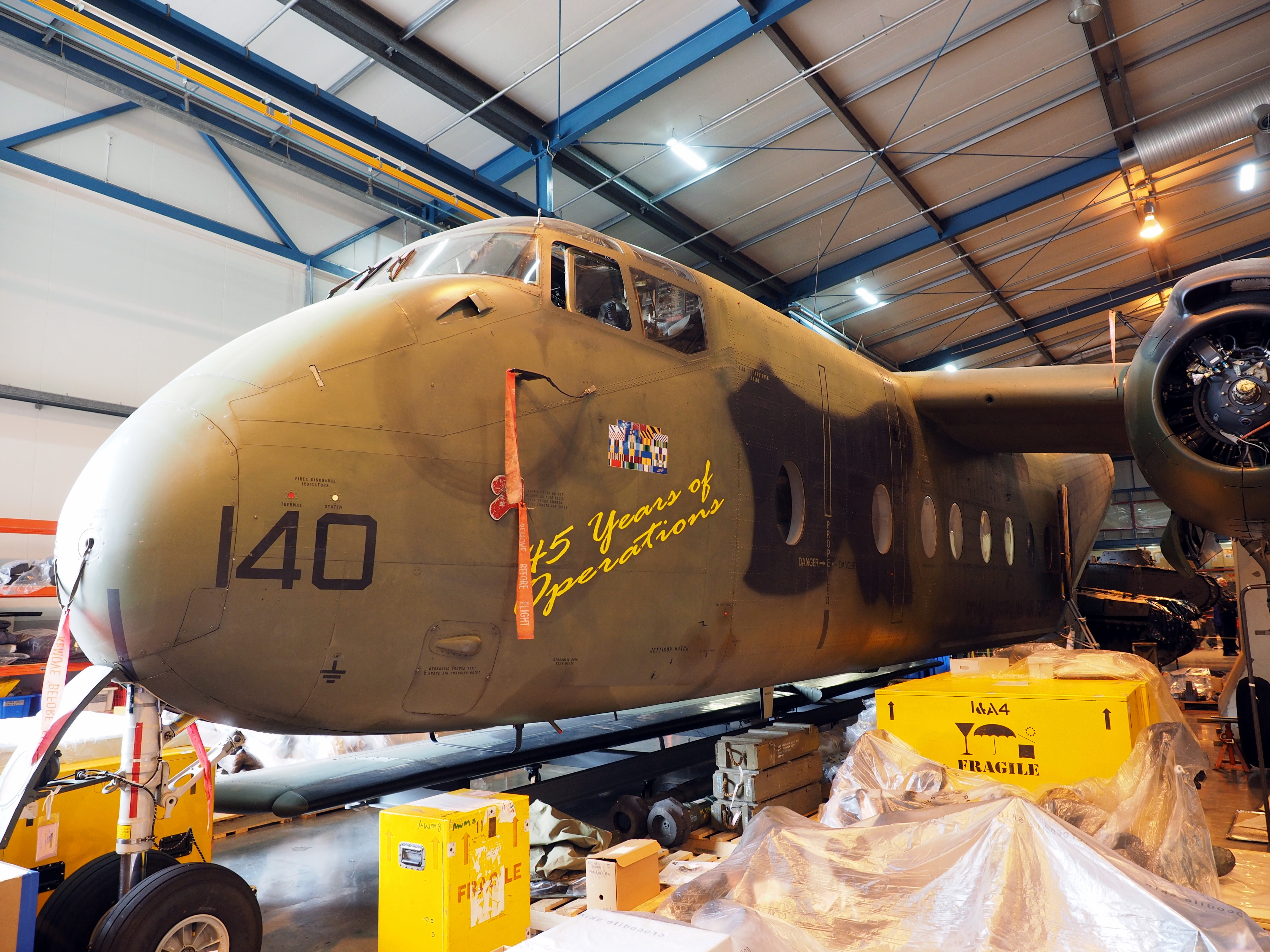
Die A4-140 im Treloar Technology Centre (2016)

Trotz Bedenkens entsandte Australiens Premierminister Gough Whitlam die Caribou der RAAF mit dem Kennzeichen A4-140, um eine Präsenz des Internationalen Roten Kreuzes aufzubauen. An Bord befanden sich als Besatzung der Pilot Gordon Browne, Flying Officer Kierman French und Lademeister Bill Crouch. Da die Maschine unter dem Schutzzeichen des Roten Kreuzes flog, durften die Besatzungsmitglieder keine Waffen tragen. Das Flugzeug flog mehrmals zwischen dem australischen Darwin und Dili, Baucau und Atauro hin und her.
Am 4. September um 14 Uhr landete die Maschine am Flughafen Baucau, um drei Nonnen aufzunehmen und nach Darwin zu bringen. Ebenfalls an Bord waren der Staffelführer und Nachrichtenoffizier Stan Harding und André Pasquier, der Schweizer Leiter der Rotes-Kreuz-Operation Timor. Am Flughafen lagerten UDT-Kämpfer, die aus den umliegenden Orten stammten. Am Kontrollturm wehte eine Weiße Flagge. Eine Menschenmenge aus Kämpfern und Zivilisten war an der Rollbahn versammelt. Außerdem stand am Flughafen ein weiteres Flugzeug, das die Australier Michael Darby, John Whitehall und Bill Bancroft für die Australian Society for Intercountry Aid-Timor gechartert hatten. Whitehall und andere freiwillige Ärzte der Hilfsorganisation hatten in Dili Verwundete behandelt. Sie wollten an dem Tag ein timoresisches Mädchen, das ein Loch im Herzen hatte, nach Australien ausfliegen. Das Mädchen war an dem Tag aber nicht am Flughafen (Zeitungen berichteten, dass es ein paar Wochen später noch von Darby ausgeflogen wurde). Stattdessen kamen UDT-Kämpfer, die gegenüber den Australiern erklärten, man wolle sich ergeben. Darby erklärte später, dass er naiv glaubte, den Bürgerkrieg beenden zu können, wenn er die UDT-Führung ausfliegen würde. Daher nahm er die „Kapitulation“ an. Aus der Pousada de Baucau organisierte man ein weißes Laken, um es am Kontrollturm zu hissen. Darby behauptete, er habe mit Hilfe der timoresischen Flughafenangestellten australische Beamte per Funk um ein Flugzeug gebeten, das die Menschen evakuieren solle. Die Antwort war zwar höflich, aber keine Zusage.
Die RAAF-Besatzung war nicht darüber informiert und von Darbys und Whitehalls Bitte nicht begeistert. Sie hatten den strikten Befehl, keine unbefugten Passagiere an Bord zu nehmen. Pasquier erklärte, die Kämpfer könnten sich nicht ohne Erlaubnis ihrer Führung ergeben. Gegenüber australischen Zivilisten sei daher die Kapitulation nicht offiziell. Aber die Menschenmenge versammelte sich um das Flugzeug und drängte darauf, an Bord gehen zu dürfen. Drohungen gegen die Australier wurden ausgesprochen. Doch am bedrohlichsten erschien der großgewachsene portugiesische Polizist Antonio Maria Deus Gil, der unter den Einheimischen als „polícia Gil“ gefürchtet war. Gil war hysterisch und hatte schon zweimal zur Waffe gegriffen und war nur von einem Timoresen zurückgehalten worden. Dann ging Gil zum dritten Mal zu einem Stapel von Waffen, nahm sich ein Gewehr und zog eine Handgranate aus der Tasche, in der er wohl noch mehr hatte. Mit dem Finger am Abzug ging er zu den Australiern und schrie „Eu mato esse cabrão!“ (Ich bringe diesen Bastard um). Er schrie und gestikulierte wild. Dann setzte Gil sich auf die Heckklappe des Flugzeugs und sagte, er werde nicht aufstehen, wenn die Flüchtlinge nicht mitgenommen würden.
Browne bat über Funk um Anweisungen aus Australien. Doch auch nach einer Nachfrage nach einer halben Stunde gab es keine. In diesem Moment erloschen die Lichter des Flughafens. Nach zwei Stunden verlor Gil die Geduld und befahl den Australiern nun die Maschine zu beladen. Dann schickte er die Timoresen an Bord. Browne erklärte später:

„Wir wurden widerwillig entführt, aber wir hatten Sympathie für sie, wenn ich das so sagen darf.“

Die Timoresen erklärten, sie würden die Waffen zurücklassen. Auch die australischen Zivilisten gingen an Bord. Der Vorgang verlief insgesamt geordnet. Für die meisten Passagiere war es der erste Flug. Einige mussten mangels Platz auf dem Boden sitzen. Auf dem zweieinhalb Stunden dauernden Flug nach Darwin mussten sich viele heftig übergeben. Das Flugzeug war überladen, die Caribou sollte eigentlich nicht mehr als 32 Passagiere befördern, nun waren 54 Personen an Bord. Der Flughafen Darwin wurde für andere Flüge geschlossen. Trotzdem musste die Caribou zunächst noch eine Zeit lang über dem Flughafen kreisen, auch als der Treibstoff knapp wurde. Als sie schließlich landen konnten, warnten die Anzeigen bereits, dass beide Triebwerke nur noch für zehn Minuten Treibstoff hatten. Die australischen Zivilisten wurden von den Timoresen getrennt und von der Polizei verhört. Sie redeten sich mit Gedächtnisproblemen heraus. Laut Zeitungsberichten wollte die Regierung vor allem Darbys Rolle bei der Kaperung untersuchen. Er war offizieller Kandidat der Liberal Party of Australia in Sydney. Doch die Untersuchung blieb aus. Die timoresischen Männer kamen zunächst in das Gefängnis von Fannie Bay, die Frauen und Kinder waren im Carpentaria College in (laut Regierungsdokumenten) „leichter Haft“.
Inzwischen freigegebene Unterlagen dokumentieren die Überlegungen der australischen Regierung. Premierminister Whitlam wollte die Frauen und Kinder als „normale Evakuierte“ behandeln, während die Männer als „Übeltäter das angemessene Gewicht des Gesetzes zu spüren bekommen sollten.“ Doch am Tag nach der Landung der Maschine entschied Einwanderungsminister James McClelland, dass auch alle Männer ein Visum erhalten sollten. Gil wurde zwar wegen seiner Rolle bei der Kaperung angeklagt, die Anklage aber schnell fallengelassen. Drei Monate später marschierte Indonesien (mit australischer Erlaubnis) in Portugiesisch-Timor ein.
Die RAAF-Besatzung erhielt bei ihrer Ankunft einen Kasten Bier. Eine Anerkennung gab es nicht. Regierungsbeamte warfen French vor, er hätte die Flüchtlinge aus dem Flugzeug werfen sollen, nachdem sie entwaffnet waren. Zurück auf der RAAF-Basis in Richmond wurde nur gesagt: „Gute Arbeit, Jungs. Das ist nicht passiert.“

## Die Flüchtlinge und ihr späteres Leben

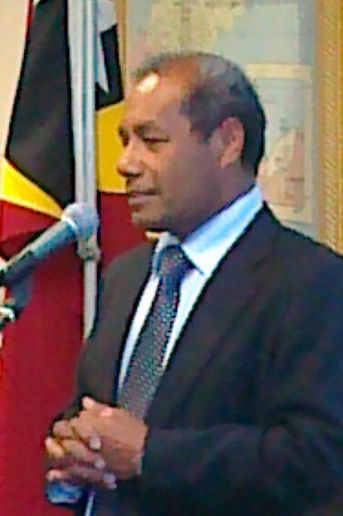
Abel Guterres, osttimoresischer Botschafter (2010–2019)

Die 44 Flüchtlinge waren 19 Männer, 11 Frauen und 14 Kinder. Viele von ihnen erhielten die australische Staatsbürgerschaft. Unter ihnen war Abel Guterres, der später Botschafter Osttimors in Australien wurde. Die sechsköpfige Familie Brandão, mit den Geschwistern Helder, Maria und Lúcia, wollte fliehen, weil der Vater Albino unter den Portugiesen ein lokaler Verwalter gewesen war und dann für die UDT gekämpft hatte. Als Hellhäutiger mit roten Haaren fiel er auf. Der Teenager Feliciano da Costa arbeitete an der Flughafenbar. Er hatte während des Bürgerkriegs der UDT am Flughafen geholfen. Weitere Flüchtlinge waren Abilio Henriques (ein UDT-Anhänger), José Cruz und der Krankenpfleger Duarte Freitas. Costa, Henriques und Cruz arbeiteten später bei der Straßenbahn von Melbourne. Gil lebte bis zu seinem Tod 2003 in Darwin.